# Yokut (peuple)
Pour l’article homonyme, voir Langues yokuts.
Les Yokut, anciennement appelés Mariposans, sont une ethnie amérindienne vivant dans le Centre de la Californie.
Selon les premiers immigrants d'origine européenne, les Yokuts étaient constitués d'une soixantaine de tribus parlant une langue unique.
Certains de leurs descendants préfèrent se référer au nom de leurs tribus respectives et rejettent celui de Yokut sous prétexte qu'il s'agit d'un exonyme inventé par les colons et historiens anglophones. Yokuts signifie « peuple ». Par conventions, ils sont divisés en Foothill Yokuts, Northern Valley Yokuts et Southern Valley Yokuts.